# Wapen van Zuiddorpe

Wapen van Zuiddorpe

Het wapen van Zuiddorpe werd op 31 juli 1817 bevestigd door de Hoge Raad van Adel aan de Zeeuwse gemeente Zuiddorpe. Per 1 april 1970 ging Zuiddorpe op in de gemeente Axel, sinds 2003 onderdeel van gemeente Terneuzen. Het wapen van Zuiddorpe is daardoor definitief komen te vervallen als gemeentewapen.

## Blazoenering
De blazoenering van het wapen luidde als volgt:
In goud 3 boekweitbloemen van azuur, gesteeld en gebladerd van sinopel.
De heraldische kleuren zijn goud (goud of geel), azuur (blauw) en sinopel (groen). In het register van de Hoge Raad van Adel wordt overigens geen beschrijving gegeven, slechts een afbeelding.

## Verklaring
In de middeleeuwen was heerlijkheid Zuiddorpe in bezit van familie Van Ghistele. Familie Van Ghistele was een oude en invloedrijke adellijke familie van Vlaanderen die in Zuiddorpe het kasteel de Moere bezat. Joos van Ghistele (1446-1516), heer van Maelstede, Moere, Axel en Hulst ondernam in 1481 een bedevaartstocht naar het heilige land. Hiermee verkreeg hij de bijnaam  de grote reiziger. Op zijn tocht heeft hij, naar eigen zeggen, zaadjes  van de boekweitplant in zijn holle pelgrimsstaf gesmokkeld. In zijn tijd gold een streng exportverbod op boekweitzaadjes. Na zijn terugkeer in Zuiddorpe teelde hij als eerste in Nederland boekweit. De drie boekweitplanten in het wapen van Zuiddorpe herinnert hieraan.